# ドント・ルーズ・ユア・ヘッド
「ドント・ルーズ・ユア・ヘッド」（Don't Lose Your Head）はクイーンの楽曲で、1986年発表のアルバム『カインド・オブ・マジック』に収録されている。作曲者はロジャー・テイラー。

## 概要
この曲はシングル「喜びへの道」のB面にも収録された。また、この曲のインストゥルメンタルバージョンは「紅い薔薇を君に（A Dozen Red Roses For My Darling）」というタイトルでシングル「カインド・オブ・マジック」のB面に収録された。「紅い薔薇を君に」は、映画「ハイランダー 悪魔の戦士」でも使用され、劇中では「ニューヨーク・ニューヨーク」をクイーンがカバーしたバージョンと繋がった形で使われている。

## 担当
- フレディ・マーキュリー – リードヴォーカル、キーボード
- ロジャー・テイラー  – リードヴォーカル、ドラムス、ドラムマシン、プログラミング、キーボード
- ブライアン・メイ – エレクトリックギター
- ジョン・ディーコン – ベース